# Laghi per volume

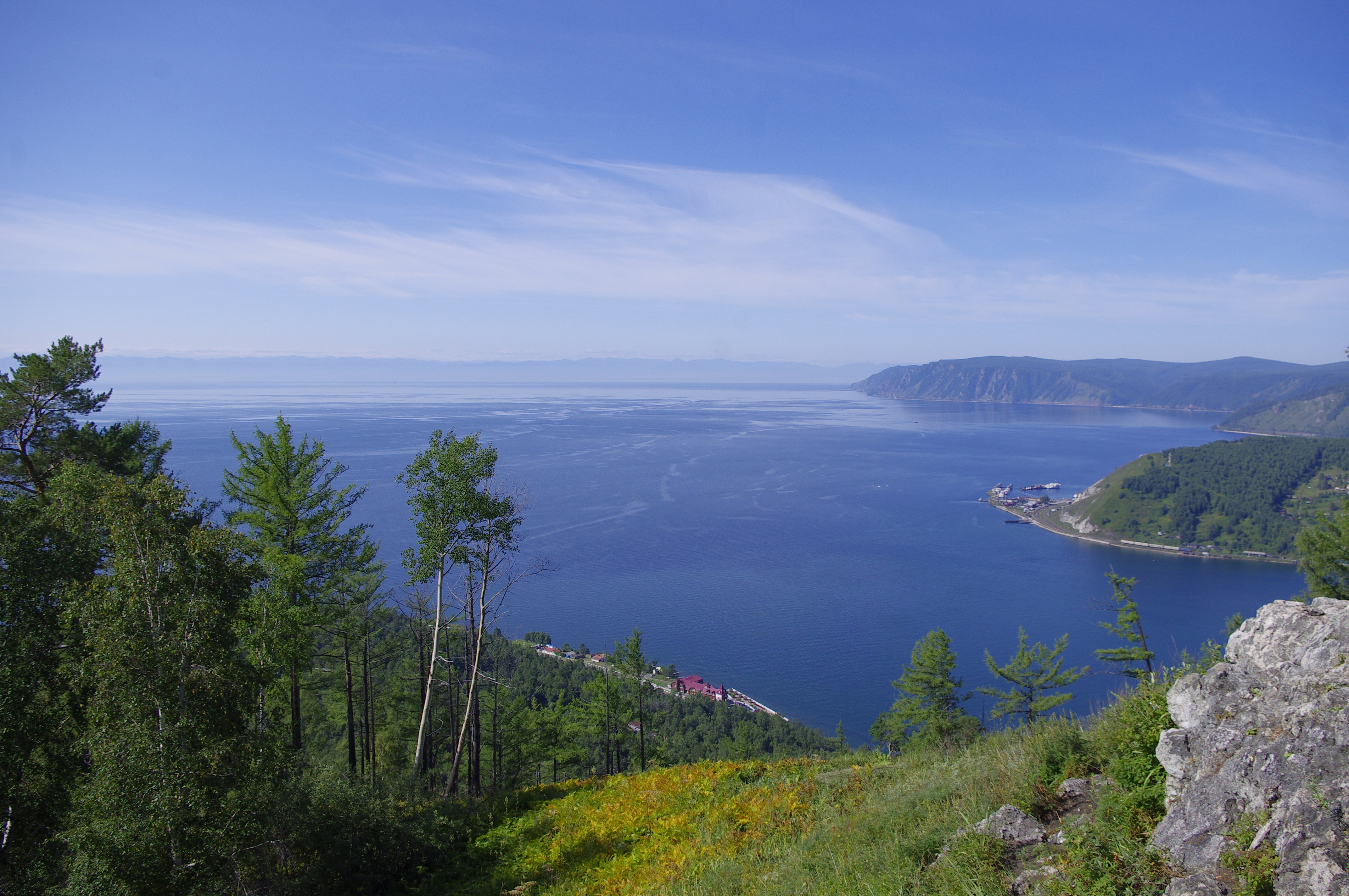
Il lago Bajkal, nella Russia asiatica, è il lago d'acqua dolce con il maggior volume.

Di seguito è presentata una lista di laghi con volume superiore ai 100 km3.
Il volume dei laghi è un dato difficile da determinare con precisione, inoltre può variare nel corso del tempo, sia su base stagionale che di anno in anno (in particolare per i laghi situati in aree con clima arido o tropicale). Il valore indicato è quindi approssimativo.
Non sono compresi in questa lista:
- laghi artificiali (tra cui il lago Volta e il lago Kariba);
- laghi salati (tra cui il mar Caspio, il mar Morto e il lago di Van).

## Lista
- Le colonne possono essere ordinate con i pulsanti a fianco dei titoli.

|    | Nome          | Paese                                  | Continente    | Volume Km3 |
| -- | ------------- | -------------------------------------- | ------------- | ---------- |
| 1  | Bajkal        | Russia                                 | Asia          | 23 615     |
| 2  | Tanganica     | Tanzania, RD del Congo Burundi, Zambia | Africa        | 18 900     |
| 3  | Superiore     | Canada, Stati Uniti                    | Nordamerica   | 11 600     |
| 4  | Malawi        | Malawi, Mozambico                      | Africa        | 7 725      |
| 5  | Vostok[2]     | Antartide                              | Antartide     | 5 400      |
| 6  | Michigan      | Stati Uniti                            | Nordamerica   | 4 920      |
| 7  | Huron         | Canada, Stati Uniti                    | Nordamerica   | 3 540      |
| 8  | Vittoria      | Tanzania, Uganda Kenya                 | Africa        | 2 700      |
| 9  | degli Orsi    | Canada                                 | Nordamerica   | 2 236      |
| 10 | Ysyk-Köl      | Kirghizistan                           | Asia          | 1 730      |
| 11 | Ontario       | Canada, Stati Uniti                    | Nordamerica   | 1 710      |
| 12 | degli Schiavi | Canada                                 | Nordamerica   | 1 580      |
| 13 | Ladoga        | Russia                                 | Europa        | 908        |
| 14 | Titicaca      | Bolivia, Perù                          | Sudamerica    | 893        |
| 15 | Kivu          | Ruanda, RD del Congo                   | Africa        | 570        |
| 16 | Khövsgöl      | Mongolia                               | Asia          | 480,7      |
| 17 | Erie          | Canada, Stati Uniti                    | Nordamerica   | 480        |
| 18 | Onega         | Russia                                 | Europa        | 295        |
| 19 | Winnipeg      | Canada                                 | Nordamerica   | 284        |
| 20 | Nipigon       | Canada                                 | Nordamerica   | 250        |
| 21 | Toba          | Indonesia                              | Asia          | 240        |
| 22 | Argentino     | Argentina                              | Sudamerica    | 220        |
| 23 | Turkana       | Kenya                                  | Africa        | 204        |
| 24 | Vänern        | Svezia                                 | Europa        | 153        |
| 25 | Tahoe         | Stati Uniti                            | Nordamerica   | 151        |
| 25 | Alberto       | Uganda, RD del Congo                   | Africa        | 132        |
| 27 | Iliamna       | Stati Uniti                            | Nordamerica   | 115        |
| 28 | Nettinling    | Canada                                 | Nordamerica   | 114        |
| 29 | Balqaš        | Kazakistan                             | Asia          | 112        |
| 30 | Athabasca     | Canada                                 | Nordamerica   | 110        |
| 31 | Nicaragua     | Nicaragua                              | Centroamerica | 108        |
Nel 1960, il lago d'Aral era il 12º del mondo per volume, con 1 100 Km3. Tuttavia, nel 2007 si era ridotto al 10% del volume originale e poi suddiviso in tre laghi, nessuno dei quali abbastanza grande da comparire in questa lista.